# 쿠나시르섬
쿠나시르섬(러시아어: Кунашир, 일본어: 国後島 구나시리토[*], 문화어: 꾸나쉬르섬)은 러시아 캄차카반도 남쪽에 위치한 쿠릴 열도 남부에 속하는 섬이다. 아이누어로는 검은 섬을 의미한다. 제2차 세계대전 종결 이후 러시아가 이 섬을 실효 지배하고 있으나, 일본이 영유권을 주장하고 있다. 중심지는 유즈노쿠릴스크(일본어: 古釜布 후루카맛부[*])이다.

## 역사
적어도 1600년까지는 아이누인이 거주하고 있었던 것은 확실하다. 1643년 네덜란드 동인도회사의 지리학자 Maarten Gerritsz Vries는 쿠나시르섬에 상륙해, 지도를 제작했다. 일본 측 자료에는 1644년(寬永(간에이) 21년) <정보 어국회도(正保御国絵図)>에 기록되었으며, 1754년(宝暦(호랴쿠) 4년) 마쓰마에번(松前藩)에 의해 가신의 지행지(知行地)로서 개설된 쿠나시리 장소(国後場所)에 속한다. 하지만 마쓰마에 번 치하에서 가혹한 상거래와 노동조건에 불만을 품은 아이누인은 마침내 1789년(天明(덴메이) 9년) 5월, 쿠나시르 메나시 전투를 일으키나 진압된다.

### 일본 통치하

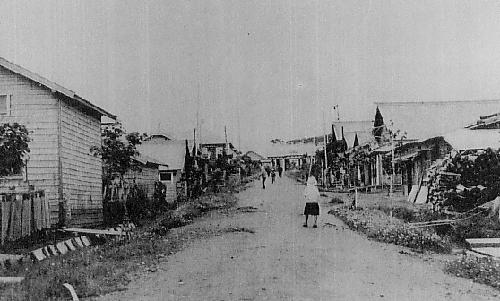
전쟁 전 토마리촌

1855년에 러시아 제국과 일본은 러일 화친 조약을 맺어 이투루프섬과 우루프섬의 사이를 국경선으로 했다. 이에 1855년부터 1945년까지 90년간 이곳은 일본이 지배했다.
제2차 세계대전 이전, 홋카이도 본섬에서 온 배가 왕래하는 토마리촌(泊村, 러시아어: Головнино 골로브니노[*])이 섬 전체를 관할하는 관청과 신사(神社)가 있는 중심 취락이었다. 섬 연안에는 전역에 걸쳐 80여 개의 어업 취락이 산재해 있었으며, 산업으로는 미역·연어·게 등의 어획고가 많아 통조림 제조로 번창하였다. 또 축산, 금속 및 유황 채굴도 이루어지고 있었다.
1945년 8월 1일 당시 섬 서남부 도마리촌(泊村), 섬 동북부 루요베쓰촌(留夜別村)의 2개 촌으로 편제되어 있었다.

### 소련과 러시아 통치하
그러나, 1945년 포츠담 선언 이후 만주 전략공세작전을 전개한 소련군은 제2차 세계 대전에서 패전한 일본이 항복 문서에 서명하기 전날인 1945년 9월 1일에 이 섬을 점령했다. 소비에트 연방의 붕괴 이후에는 소련을 승계받은 러시아 연방이 계속하여 이 섬을 통치하고 있다.

## 지리

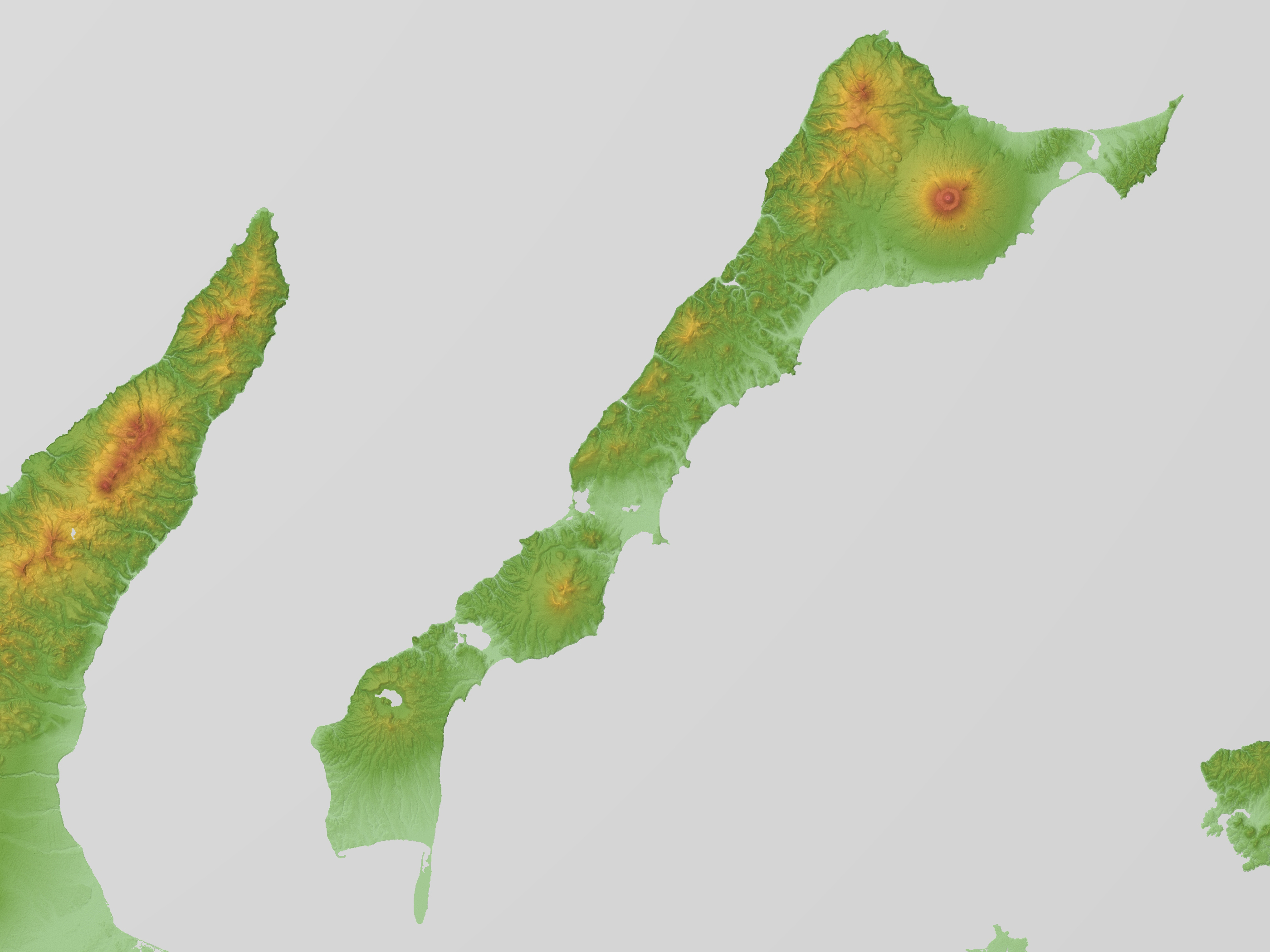
쿠나시르섬의 지형도

쿠나시르섬은 일본 홋카이도(北海島)와는 네무로 해협(根室海峽)에 의해 분리되어 있으며, 길쭉한 형상을 한 열도 중 한 섬이다. 면적은 1,490㎢이며, 길이 123km, 폭은 4~30km이다.
화산이 다수 우뚝 솟은 섬이기도 하며, 4개의 큰 활화산으로 이루어져 있는데 이 화산들은 선사시대에는 각자가 분리된 섬이었으나 이후 호수, 온천이 있는 저지대와 합쳐졌다. 일부 호수는 80℃ 가까운 온천으로 이루어져 유황 냄새가 풍긴다. 또한 일부 강에서도 온천이 흐르고 있어 천연 노천탕이 되는 곳이 존재한다.
섬에서 가장 높은 1,819 m의 탸탸 산(일본어: 爺爺岳 차차다케[*])은 1973년 7월 14일에 대규모 폭발을 일으켰고, 1981년에 수증기 분화를 했다. 그 외 화산으로는 스미르노프산(일본어: ルルイ岳 루루이다케[*]), 멘델레예프산(일본어: 羅臼山 라우수야마[*]), 골로브닌산(일본어: 泊山 토마리야마[*]) 등이 있다.

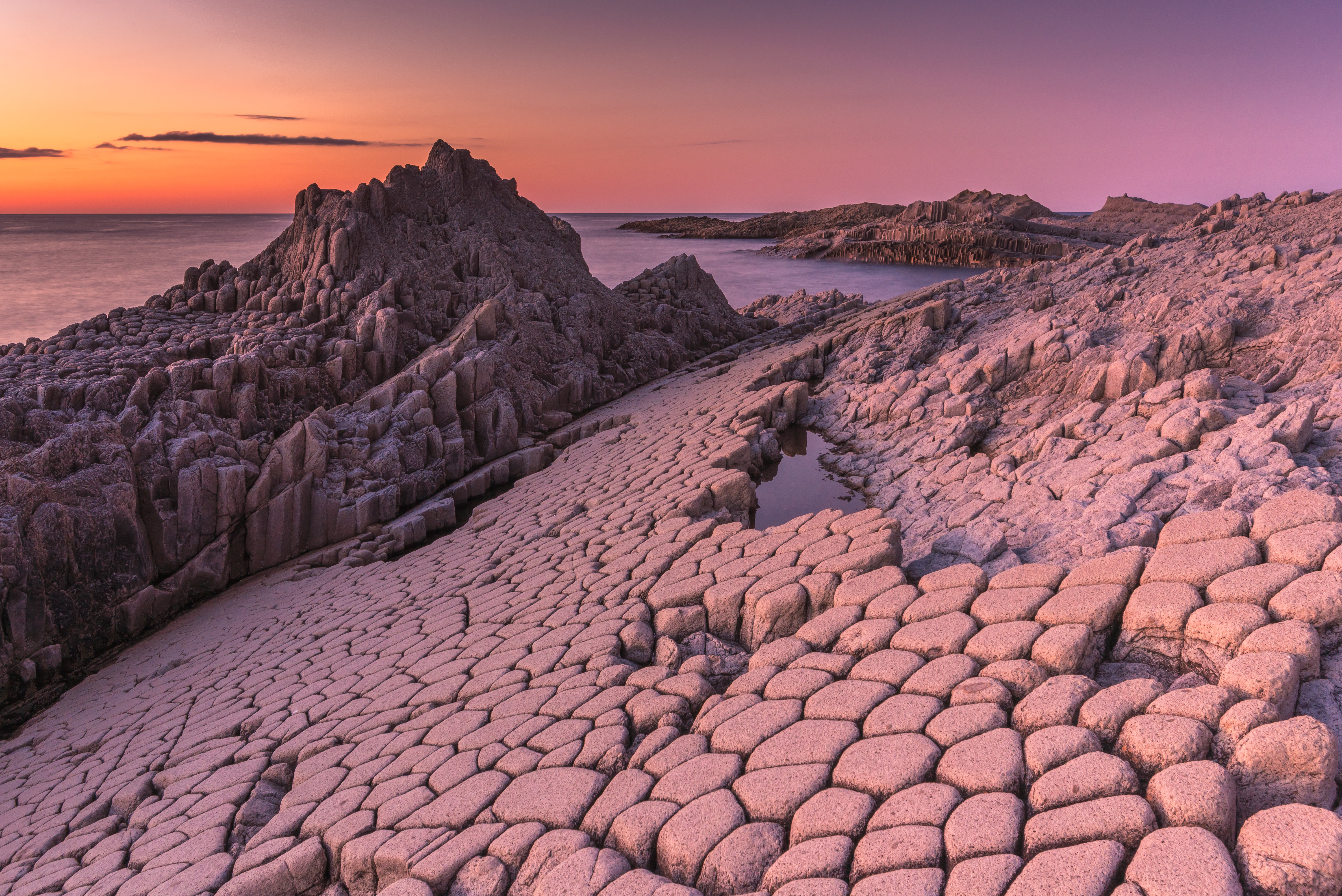
스톨브차티 곶의 일몰 후 풍경. 2017년

섬 서단의 스톨브차티 곶(러시아어: мыс Столбчатый, 일본어: 材木岩崎 자이모쿠이와자키[*])은 북아일랜드 앤트림 카운티에 있는 자이언츠 코즈웨이와 유사한 주상절리(柱狀節理) 형성으로 유명하다.

### 생물상
에조불곰이 존재하고 있으며, 2009년 10월에는 이 섬과 이투루프섬에만 서식하는 것으로 알려진 흰색 개체군의 촬영에 성공했다. 이 섬에 서식하는 불곰 약 300마리의 약 10%가 흰 개체로 보여져 계속 조사가 이루어지고 있다.。

## 경제
산지에는 삼림이 풍부하고 쿠릴 열도에서는 산업이 가장 발달해 있다.

### 어업
연어, 송어, 게, 가리비, 조개 등 수산자원이 풍부하다.

## 기후

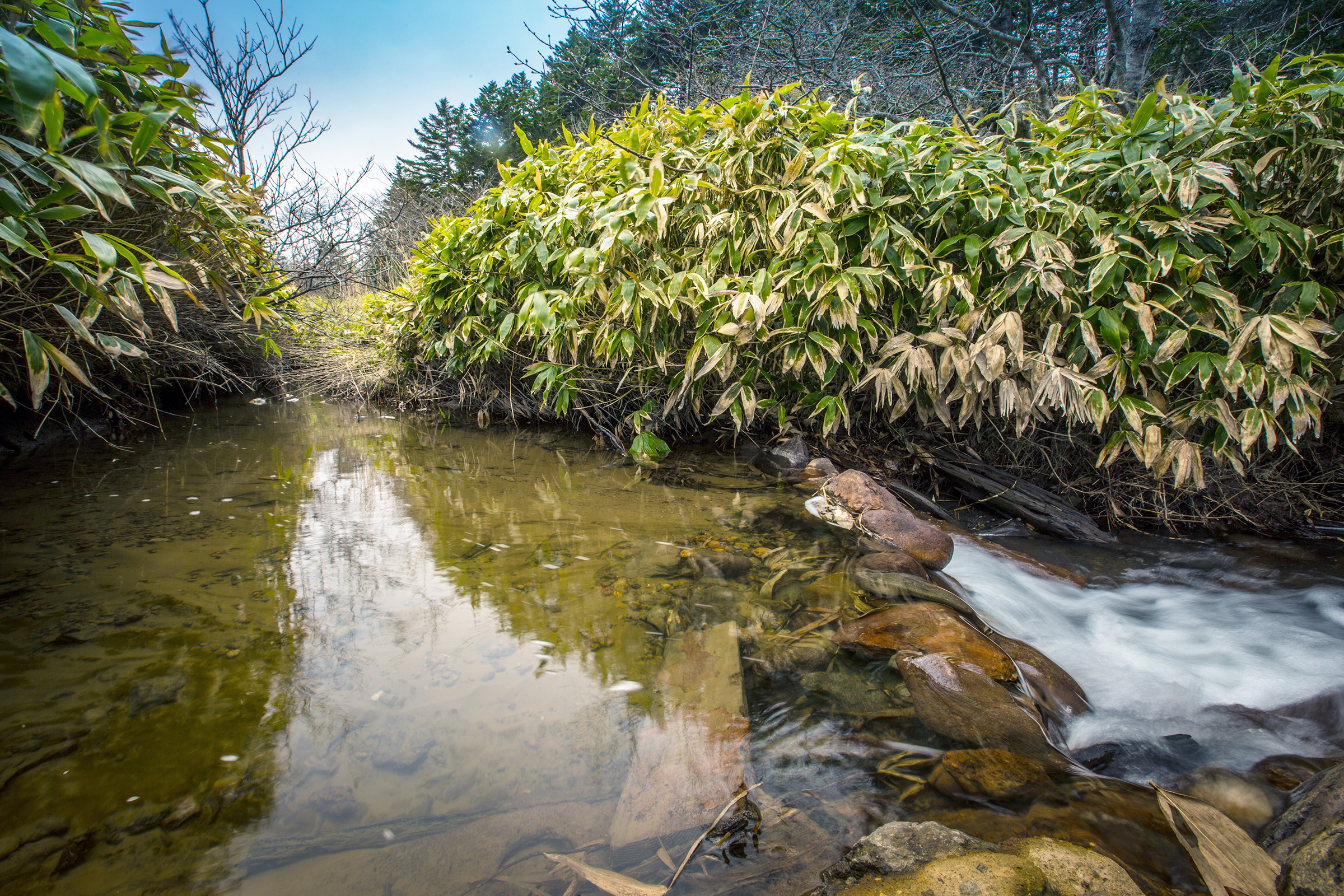
섬의 쿠릴조릿대(Sasa kurilensis) 군락

냉대 습윤 기후가 나타난다. 특히 가을에는 강수량이 매우 많고, 8월과 9월에는 최고 기온과 함께 계절적 지연이 심하다. 식생은 대부분 가문비나무와 소나무, 전나무, 쿠릴조릿대 덤불과 함께 혼합된 낙엽성 숲으로 이루어져 있다. 산들은 자작나무와 눈잣나무 관목, 허브꽃 또는 맨바위로 덮여 있다.

## 같이 보기
- 쿠릴 열도 분쟁
- 사할린 한민족
- 남쿠릴 열도
- 유즈노쿠릴스크
- 유즈노쿠릴스키군
- 네무로반도
- 노삿푸곶
- 하보마이촌
- 시코탄섬
- 이투루프섬
- 하보마이 군도

## 주해
1. ↑  장소(場所)는 교역 및 어업의 거점을 말한다.